# Hohndorfer Rücken nordöstlich Eckartsberga
Der Hohndorfer Rücken nordöstlich Eckartsberga ist ein FFH-Gebiet in der Kleinstadt Eckartsberga und den Gemeinden An der Poststraße, Lanitz-Hassel-Tal und Balgstädt im Burgenlandkreis in Sachsen-Anhalt.

## Allgemeines
Das FFH-Gebiet ist circa 471 Hektar groß (beim Bundesamt für Naturschutz ist die Größe mit 457 Hektar angegeben). Es überlagert sich mit dem Landschaftsschutzgebiet „Finne-Triasland“. Es ist durch die Landesverordnung zur Unterschutzstellung der Natura 2000-Gebiete im Land Sachsen-Anhalt (N2000-LVO LSA) seit dem 21. Dezember 2018 rechtlich gesichert. Zuständige untere Naturschutzbehörde ist der Burgenlandkreis.

## Beschreibung
Das aus sieben Teilflächen bestehende FFH-Gebiet liegt westlich von Naumburg (Saale) im Naturpark Saale-Unstrut-Triasland. Es umfasst überwiegend bewaldete Flächen. Dabei sind großflächig Eichen-Hainbuchen- sowie Buchenwälder ausgebildet.
Die Labkraut-Eichen-Hainbuchenwälder werden von Traubeneiche, Stieleiche, Gemeiner Esche und Winterlinde, zu denen sich Hainbuche, Bergahorn, Feldahorn, Sommerlinde, Elsbeere, Holzapfel und Gewöhnliche Traubenkirsche gesellen, aufgebaut. In der artenreichen Strauchschicht sind Hasel, Eingriffeliger Weißdorn, Zweigriffeliger Weißdorn, Rote Heckenkirsche, Wolliger Schneeball, Liguster, Gewöhnlicher Spindelstrauch, Seidelbast, Kornelkirsche und Roter Hartriegel zu finden. In der Krautschicht siedeln Waldzwenke, Waldknäuelgras, Waldreitgras, Verschiedenblättriger Schwingel, Hainrispengras, Nickendes Perlgras, Wimpersegge, Waldlabkraut, Waldmeister, Große Sternmiere, Pfirsichblättrige Glockenblume, Nesselblättrige Glockenblume, Türkenbundlilie, Christophskraut, Echte Schlüsselblume, Straußblütige Wucherblume, Schwalbenwurz, Schwarze Platterbse und Frühlingsplatterbse sowie die Orchideenarten Rotes Waldvöglein, Kleinblättrige Stendelwurz und Männliches Knabenkraut. Im FFH-Gebiet gibt es auch Vorkommen des Gelben Frauenschuhs. Auf frischen Standorten sind kleinflächig auch Sternmieren-Eichen-Hainbuchenwälder mit Gemeiner Esche, Schwarzerle und Bergahorn, zu denen sich Hainbuche und Feldahorn gesellen, ausgebildet. In der Strauchschicht stocken Schwarzer Holunder, Hasel und Stachelbeere. In der Krautschicht sind Große Sternmiere, Moschuskraut, Gefleckter Aronstab und Vielblütige Weißwurz zu finden.
Ebenfalls großflächig sind Waldmeister-Buchenwälder mit Rotbuche und in geringen Anteilen Traubeneiche und Winterlinde ausgebildet. Dazu gesellen sich Berg- und Feldahorn. In der Krautschicht siedeln insbesondere Waldgerste, Waldtrespe, Sanikel, Geflecktes Lungenkraut, Haselwurz, Waldbingelkraut, Maiglöckchen und Breitblättrige Stendelwurz. Ansonsten ähnelt die Krautschicht der der Labkraut-Eichen-Hainbuchenwälder.
Stellenweise sind Grünländer zu finden, die teilweise als Trockenrasen bzw. Mähwiesen ausgebildet sind. Bei den Trockenrasen handelt es sich vielfach um Kalk-Trockenrasen mit Furchenschwingel, Fiederzwenke, Pyramidenschillergras, Mittleres Zittergras, Silberdistel, Skabiosenflockenblume, Rispenflockenblume, Gelbem Sonnenröschen, Hufeisenklee, Hügelmeier, Großblütiger Braunelle, Frühblühendem Thymian und Rauem Veilchen. Dazu gesellen sich seltener Dänischer Tragant, Bartgras, Fransenenzian, Fliegenragwurz, Bienenragwurz, Taubenskabiose, Gelbe Skabiose, Duftskabiose und Edelgamander. Auf den Mähwiesen siedeln Rotschwingel, Wilde Möhre, Wiesenlabkraut, Gamanderehrenpreis, Wiesenflockenblume, Pastinak und Wiesenbocksbart.
Das Gebiet beherbergt eine vielfältige Fledermausfauna sowie Vorkommen des Eremiten.